# Anacroneuria diaphana
Anacroneuria diaphana és una espècie d'insecte plecòpter pertanyent a la família dels pèrlids.

## Descripció
- L'adult té el cap principalment de color negre o marró fosc.[5]

## Distribució geogràfica
Es troba a Sud-amèrica: Rio Grande do Sul (el Brasil).